# Adeixis insignata
Adeixis insignata är en fjärilsart som beskrevs av W. Warren 1897. Adeixis insignata ingår i släktet Adeixis och familjen mätare. Inga underarter finns listade i Catalogue of Life.